# Wodzisław
Wodzisław ist eine Kleinstadt im Powiat Jędrzejowski der Woiwodschaft Heiligkreuz in Polen. Es ist Sitz der gleichnamigen Stadt-und-Land-Gemeinde mit um 7000 Einwohnern und hat selbst um 1100 Einwohner.

## Geschichte

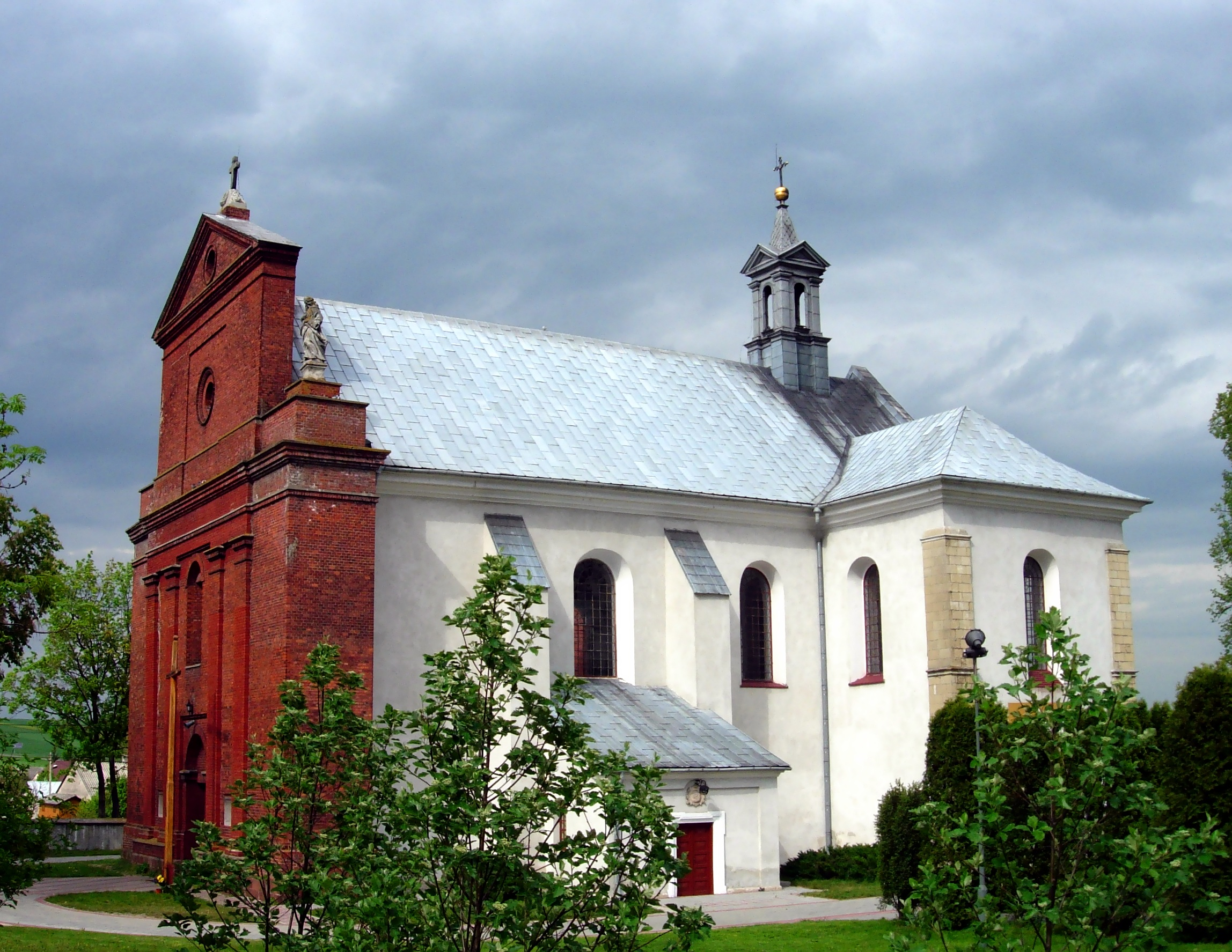
Ortskirche aus dem Jahr 1613

Die königliche Stadt Włodzisław entstand wahrscheinlich um das Jahr 1317.
1551 wurde die örtliche Holzkirche zu einem kalvinistischen Bethaus. Der erste Pastor wurde Marcin Krowicki. Die Mehrheit der Stadtbewohner änderte ihre Konfession. Die Stadt wurde zum Tagungsort von 20 kalvinistischen Synoden zwischen den Jahren 1557 und 1612. Der Besitzer der Stadt, Samuel Lanckoroński wurde zu einem Katholiken im Jahr 1613, womit die Geschichte der von Kalvinisten geprägten Stadt endete.
Danach siedelten sich in der Stadt auch viele Juden an, die um das Jahr 1720 eine Synagoge errichteten und später eine Mehrheit der Stadtbewohner ausmachten. 1827 gab es 191 Häuser mit 1760 Einwohnern. 1869 verlor der Ort das Stadtrecht, vier Jahre nach einem vernichtenden Brand.
Der Ort erhielt wieder das Stadtrecht am 1. Januar 2021.